# اوفلی-سیرییل اتین
اوفِلی-سیرییِل اتیِن (به فرانسوی: Ophélie-Cyrielle Étienne) (زادهٔ ۹ سپتامبر ۱۹۹۰) شناگر اهل فرانسه است.